# Chầu văn
Hát văn, còn gọi là chầu văn, hát hầu đồng, hát bóng, là một loại hình nghệ thuật ca hát cổ truyền của Việt Nam. Đây là hình thức lễ nhạc gắn liền với nghi thức hầu đồng của tín ngưỡng Tứ phủ (Đạo Mẫu) và tín ngưỡng thờ Đức Thánh Trần (Đức Thánh Vương Trần Hưng Đạo), một tín ngưỡng dân gian Việt Nam. Bằng cách sử dụng âm nhạc mang tính tâm linh với các lời văn trau chuốt nghiêm trang, chầu văn được coi là hình thức ca hát mang ý nghĩa chầu thánh. Hát văn có xuất xứ ở vùng đồng bằng Bắc Bộ.
Thời kỳ thịnh vượng nhất của hát văn là cuối thế kỉ 19, đầu thế kỉ 20. Vào thời gian này, thường có các cuộc thi hát để chọn người hát cung văn. Từ năm 1954, hát văn dần dần mai một vì hầu đồng bị cấm do bị coi là mê tín dị đoan. Đến đầu những năm 1990, hát văn lại có cơ hội phát triển. Các trung tâm của hát văn là Nam Định, Hà Nam, Ninh Bình và một số vùng thuộc đồng bằng Bắc Bộ. Nghệ thuật chầu văn đang được quan tâm bảo tồn và đã được UNESCO công nhận là di sản văn hóa phi vật thể. Hiện tại, Nghi lễ chầu văn của người Nam Định và cả Việt Nam đã được đưa vào danh sách 33 di sản văn hóa phi vật thể Việt Nam (đợt 1) và được công nhận là Di sản thế giới. Ở Huế cũng có hình thức chầu văn, nhưng giai điệu rất khác biệt so với các tỉnh Bắc Bộ.

## Phân loại
Hát văn có nhiều hình thức biểu diễn bao gồm là hát thờ, hát thi, hát hầu (hát phục vụ hầu đồng, lên đồng), và hát văn nơi cửa đền, cửa đình:
- Hát thờ: được hát vào các ngày lễ tiết, những ngày tiệc thánh (ngày thánh đản sinh, ngày thánh hóa...) và hát trước khi vào các giá văn lên đồng.
- Hát hầu, trong hát hầu theo tín ngưỡng tứ phủ thì ba giá tam tòa Thánh Mẫu là bắt buộc và hầu tráng bóng chứ không tung khăn. Các giá tung khăn bắt đầu từ hàng Quan Lớn trở xuống. Trong tín ngưỡng thờ Đức Thánh Trần, người ta có thể kết hợp hầu tứ phủ hoặc hầu riêng, nếu hầu kết hợp với tứ phủ thì thường thỉnh tam tòa Thánh Mẫu đầu tiên, còn nếu hầu riêng thì mới thỉnh đức Thánh Vương Trần Triều đầu tiên. Một số bài hát văn hầu phổ biến như "Cô Đôi Thượng Ngàn", "Văn khấn Thiên Y A Na",...
- Hát văn nơi cửa đền, đình: thường gặp tại các đền phủ trong những ngày đầu xuân, ngày lễ hội. Các cung văn hát chầu văn phục vụ khách hành hương đi lễ. Thường thì cung văn sẽ hát văn về vị thánh thờ tại đền, đình và hát theo yêu cầu của khách hành hương. Nhiều khi lời ca tiếng hát được coi như một bài văn khấn nguyện cầu các mong ước của khách hành hương. Một đoạn văn thường hát thí dụ như: "Con đi cầu lộc cầu tài. Cầu con cầu của gái trai đẹp lòng. Gia trung nước thuận một dòng. Thuyền xuôi một bến vợ chồng ấm êm. Độ cho cầu được ước nên. Đắc tài sai lộc ấm êm cửa nhà. Lộc gần cho chí lộc xa. Lộc tài lộc thọ lộc đà yên vui."

Hát chầu văn cửa đình được xem là thịnh hành nhất nơi xứ Huế, các cung văn hát những bài thơ ca ngợi thành hoàng làng và cầu phúc cho dân chúng. Nhạc Cung đình, nhạc Nghi lễ áp dụng trong nghi thức hầu đồng hình thành một thể loại mới gọi là nhạc Chầu văn, gắn liền với tính ngưỡng thờ Mẫu mà dường như tách khỏi âm nhạc xứ Huế.
Nhạc Chầu văn chính là quá trình biến lời trên những bài văn chầu được cấu thành bởi những khổ thơ lục bát hoặc song thất lục bát thành nhạc điệu. Nội dung của nó ca tụng các vị Tiên – Thánh – Thần có công chống giặc ngoại xâm, giúp đỡ dân lành trong việc trồng trọt, chăn nuôi, hiện nay được thờ tự trong tính ngưỡng thờ Mẫu.
Chầu văn Huế có đặc trưng riêng, trên cơ sở hệ thống thang âm cổ truyền (thang năm âm – ngũ cung) của vùng Bắc Trung bộ nói riêng và Việt Nam nói chung. Nó mang tính không ổn định và thường chuyển biến trong thang âm vì lệ thuộc vào giọng hát, thủ thuật nhấn, rung,... của cung văn.
Nhịp điệu cũng là một trong những yếu tố tạo nên tính chất đặc trưng của nó. Phổ biến nhất là nhịp 2/4, ngoài ra còn có nhịp 3/7 nhưng ít khi sử dụng, nếu dùng thì ở trong bản văn thỉnh Hội đồng. Ngoài việc sử dụng những làn điệu chính gốc như giọng Phú, Sắp, Thượng, Đài, Quảng, Cờn còn kết hợp những thể biến cách, kế thừa những làn điệu dân ca miền Bắc như Long lành, Trống quân, Ta lý, hát Thượng.
Hầu đồng là nghi lễ nhập hồn của các vị Thánh Tứ Phủ vào thân xác ông Đồng bà Cốt. Trong nghi lễ đó, hát vǎn phục vụ cho quá trình nhập đồng hiển thánh. Sau khi đã múa các thánh thường ngồi nghe cung văn hát, kể sự tích lai lịch vị thánh đang giáng. Với các giá ông Hoàng thì cung văn ngâm các bài thơ cổ. Thánh biểu hiện sự hài lòng bằng động tác về gối và thưởng tiền cho cung văn. Lúc này cũng là lúc thánh dùng những thứ người hầu đồng dâng như: rượu, thuốc lá, trầu nước v.v. Các thứ thánh dùng phải làm nghi thức khai cuông (khai quang) cho thanh sạch.

## Trình bày

### Thứ tự trình diễn
- Nghi lễ hát chầu văn lên đồng có thể chia thành bốn phần chính:

1. Mời thánh nhập
2. Kể sự tích và công đức
3. Xin thánh phù hộ
4. Đưa tiễn

Bài hát thường chấm dứt với câu: "Xe loan thánh giá hồi cung!"
Cung văn ngồi một bên mé trong khi người hầu bóng, gọi là đệ tử thánh, ngồi trước bàn thờ. Hai bên cung văn là nhạc công tấu nhạc cùng ban phụ họa hát theo. Hai bên đệ tử thánh thì có người phụ việc sửa soạn khăn áo để khi thánh nhập thì trang phục ăn khớp với giá đồng. Người phụ việc cũng lo các lễ vật dâng cúng cùng lộc thánh để phát cho các người đến cung nghinh.

## Phần lời của chầu văn

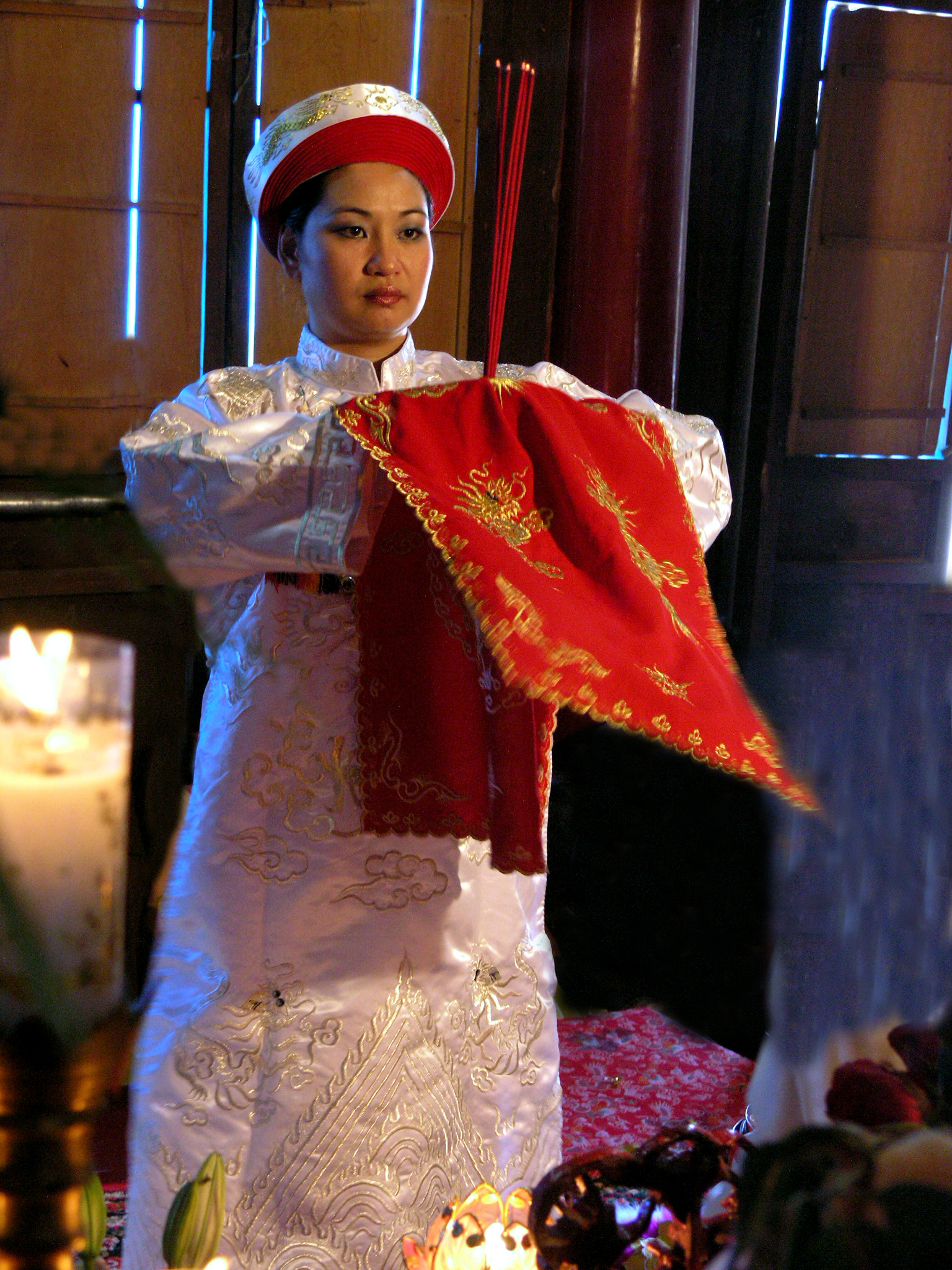
Bài hát văn luôn phải ăn khớp với người lên đồng

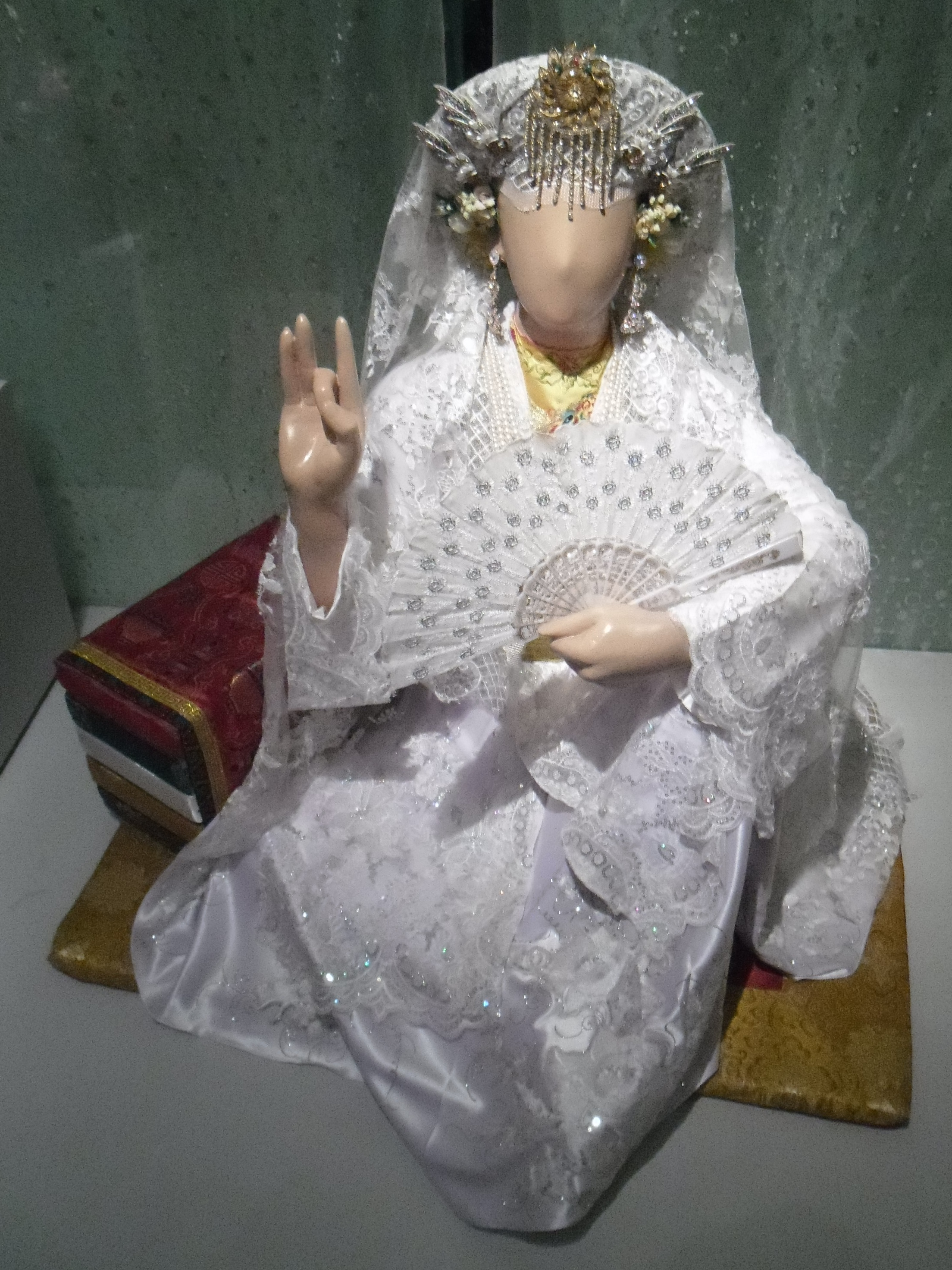
Mannequin mặc phục trang của người hầu đồng Mẫu Thoải

Chầu văn sử dụng nhiều thể thơ khác nhau như thơ thất ngôn, song thất lục bát, lục bát, nhất bát song thất (có thể gọi là song thất nhất bát gồm có một câu tám và hai câu bảy chữ), hát nói…
Lời của các bản văn thường có nội dung ca ngợi công đức, kể sự tích các thánh, khen vẻ đẹp ngoại hình và thú phong lưu của các vị ấy, đồng thời tả cảnh và xin được ban ơn phù hộ.
Các thí dụ minh họa: - Thể thất ngôn: (trích đoạn bỉ của văn công đồng)
森森鶴駕從空下
Sâm sâm hạc giá tòng không hạ
顯顯鸞輿滿坐前
Hiển hiển loan dư mãn tọa tiền
不舍威光敷神力
Bất xả uy quang phu thần lực
證明功德量無邊
Chứng minh công đức lượng vô biên
- Thể song thất lục bát: (Trích văn Mẫu Đệ Nhất Thiên Tiên) Chốn cung tiên mây lồng ánh nguyệt
Cảnh bầu trời gió quyện hương bay
Cửu trùng tọa chín tầng mây
Thiên Tiên Đệ Nhất ngự rày trung cung
Gió đông phong hây hây xạ nức
Bộ tiên nàng chầu chực hôm mai
Dập dìu nơi chốn trang đài
Chính cung Mẫu ngự trong ngoài sửa sang
- Thể lục bát: (Trích văn Chầu Đệ Nhị)
Trên ngàn gió cuốn rung cây
Dưới khe cá lặn chim bay về ngàn
Canh khuya nguyệt lặn sao tàn
Chiếc thoi bán nguyệt khoan khoan chèo vào
Gập ghềnh quán thấp lầu cao
Khi ra núi đỏ lúc nào ngàn xanh
Thượng ngàn Đệ Nhị tối linh
Ngôi cao công chúa quyền hành núi non
- Thể song thất nhất bát (Trích văn Cô Bơ Thoải)
Nhang thơm một triện,trống điểm ba hồi
Đệ tử con, dâng bản văn mời
Dẫn sự tích thoải cung công chúa
Tiền duyên sinh ở:thượng giới tiên cung
Biến hóa lên về Động Đình trung
Thác sinh xuống,con vua thoải tộc
Điềm trời giáng phúc,thoang thoảng đưa hương
Mãn nguyệt liền,hoa nở phi phương
Da tựa tuyết ánh hường tươi tốt
- Thể hát nói: (Trích văn Quan Đệ Nhị)
Nhác trông lên tòa vàng san sát,
Không đâu bằng Phố Cát, Đồi Ngang
Đá lô xô nước chảy làn làn
Điều một thú cỏ hoa như vẽ
Nhạn chiều hôm bay về lẻ tẻ,
Trên sườn non chim sẻ ríu ran.
nước dưới khe tung tính tiếng đàn,
Trên đỉnh núi tùng reo điểm trống
Ngần ngật Sòng Sơn kiêu dĩ lộng
Thanh thanh chi thủy chiếu trần tâm
Sơn chi cao hệ thủy chí thâm
Đây thực chốn non nhân nước trí
Âm nhạc Hát văn là lễ nhạc hát chầu Thánh nên có vai trò quan trọng trong lễ hầu đồng. Lời ca, tiếng nhạc của cung văn nhằm mời gọi các vị Thánh về. Hát văn làm cho buổi lễ sống động. Những người hát văn vừa chơi nhạc cụ vừa thay nhau hát trong một vấn hầu thường kéo dài từ 4-8 tiếng
Các nhạc cụ chính gồm đàn nguyệt, guitar phím lõm, trống ban (trống con), trống đế, phách, cảnh, thanh la, sinh tiền, chén gõ (hầu văn Huế) và ngoài ra còn sử dụng nhiều nhạc cụ khác như: trống cái, sáo, đàn nhị, kèn bầu, chuông, mõ, đàn bầu.
Hát văn thường được nhắc tới kèm ba địa danh là Hà Nam, Hà Nội và Nam Định, song hát văn Hà Nội hay hát theo lối bay bướm hơn hát văn Nam Định. Hát văn Nam Định thường đơn giản mộc mạc.

## Các làn điệu và tiết tấu
Về tiết tấu, hát văn thường sử dụng nhịp ngoại (đảo phách). Loại nhịp này mang đến một cảm giác không ổn định trong tâm trí người nghe, đưa người nghe vào trạng thái mông lung, huyền ảo.
Hát chầu văn sử dụng nhiều làn điệu (hay còn gọi là lối hát, cách hát). Người xưa còn gọi làn điệu là cách 格. Thí dụ như điệu bỉ thì gọi là bỉ cách, điệu dọc thì gọi là dọc cách…
Các làn điệu hát văn cơ bản gồm: Bỉ, Miễu, Thổng, Phú Bình, Phú Chênh, Phú Nói, Phú rầu (phú dầu), Đưa Thơ, Vãn, Dọc, Cờn Xá, Kiều Dương, Hãm, Dồn, điệu kiều thỉnh, Hát Sai (Hành Sai), ngâm thơ. Ngoài ra còn sử dụng nhiều làn điệu khác như hát nói trong ca trù, hát then, hò Huế, cải lương,...
Mỗi giá hầu thường có một số điệu hát riêng, như các giá về Thiên phủ hay Địa phủ thường dùng dọc, phú, giá về Thoải phủ thường là cờn, còn các giá Nhạc Phủ là Xá.
- Bỉ mang sắc thái trịnh trọng, được dùng để mở đầu cho hình thức hát văn thờ. Thông thường điệu Bỉ được hát trên thể thơ thất ngôn tứ cú (bốn câu mỗi câu bảy chữ) hoặc thất ngôn bát cú (tám câu mỗi câu bảy chữ) nhưng cũng có khi điệu này có thể hát trên các thể thơ khác như song thất lục bát, lục bát, song thất nhất bát. Trong các bản sự tích chư thánh được hát thờ thì đoạn bỉ thường là đoạn giới thiệu tóm tắt nội dung chính của cả bản văn. Các đoạn bỉ cũng thường sử dụng nhiều câu đối nhau (biền ngẫu). Một điều đặc biệt nữa đó là điệu bỉ chỉ có trong hát văn thờ mà tuyệt nhiên không có trong hát văn hầu đồng. Bỉ được lấy theo dây lệch, nhịp theo lối dồn phách.
- Miễu là lối hát rất nghiêm trang, đĩnh đạc, chỉ được dùng trong hát thi và hát thờ, tuyệt nhiên không bao giờ được dùng trong Hầu Bóng. Miễu được lấy theo dây lệch, nhịp đôi.
- Thổng chỉ dành riêng cho văn thờ và văn thi, được lấy theo dây bằng, nhịp ba.
- Phú Bình dành riêng cho hát văn thờ, rất đĩnh đạc, và dùng để hát ca ngợi các nam thần. Phú Bình được lấy theo dây lệch, nhịp 3.
- Phú Chênh là lối hát buồn, thường dùng để hát trong những cảnh chia ly. Được lấy theo dây bằng, nhịp 3.
- Phú nói (thường mượn từ thể cách hát nói trong ca trù): thường dùng để mô tả cảnh hai người gặp gỡ, nói chuyện với nhau. Dùng trong hát văn thờ, văn thi và cả trong hầu bóng. Lấy theo dây bằng, nhịp ba hoặc không có nhịp mà chỉ dồn phách.
- Phú rầu là lối hát rất buồn, được lấy theo dây bằng nhưng hát theo nhịp đôi.
- Đưa thơ được lấy theo dây bằng, nhịp 3 và dồn phách, nhưng chủ yếu là dồn phách.
- Vãn lấy theo dây bằng, nhịp đôi, hát theo lối song thất lục bát, hát theo lối vay trả (vay của câu trước thì trả lại trong câu sau).
- Dọc lấy theo dây bằng, nhịp đôi, hát theo lối song thất - lục bát và hát theo nguyên tắc vay trả. Nếu hát từng câu thì gọi là nhất cú. Nếu hát liền hai câu song thất - lục bát thì gọi là "Dọc gối hạc" hay "Dọc nhị cú".
- Cờn dùng để ca ngợi sắc đẹp các vị nữ thần. Cờn được lấy theo dây lệch, nhịp đôi. Có thể hát theo dây bằng, nhưng hầu hết là hát kiểu dây lệch (biến hóa).
- Hãm lấy theo dây bằng, nhịp đôi, đây là lối hát rất khó vì phải hát liền song thất lục bát. Trong lối hát này có một tuyệt chiêu là Hạ Tứ Tự, có nghĩa là mượn bốn chữ của trổ sau, khi sang một trổ mới thì lại trả lại bốn chữ ấy.
- Dồn được lấy theo dây bằng, nhịp 3.
- Xá là một trong những điệu hát quan trọng nhất khi hát văn hầu bóng (cùng với Cờn, Dọc, Phú nói). Điệu Xá đặc trưng cho các giá nữ thần miền thượng.

Ngoài ra hát chầu văn còn có thể mượn các làn điệu nhạc cổ truyền khác như xẩm, quan họ, ca Huế, cải lương (dân ca Nam Bộ) và cả những điệu hát của dân tộc thiểu số
Xen kẽ những đoạn hát là đoạn nhạc không lời, gọi là lưu không.

## Một số nghệ nhân hát văn nổi tiếng

### Hà Nội
Nghệ nhân Cả Mã
Nghệ nhân Vĩnh Hàng Tre - Tâm Cẩn
Nghệ nhân Phạm Văn Kiêm: Ông đã có công bảo tồn, sưu tầm và sáng tác nhiều bản văn, cho thu âm và dành nhiều tâm huyết cho nghệ thuật này. Tư liệu ông để lại được thu thập vào cuối những năm 1980 đã giúp đỡ tác giả Lê Y Linh viết cuốn Cung văn và Điện thần, bản dịch của luận án tiến sĩ âm nhạc bảo vệ tại trường Sorbonne, Paris, Pháp.
Nghệ nhân Hoàng Trọng Kha: Trước ông tham gia làm nhạc công đoàn cải lương
Nghệ nhân Lê Bá Cao (Thường tín-Hà nội)
Nghệ nhân Bạch Phượng: Từng thu âm tại Đài TNVN
Các Nghệ sĩ Thanh Long, Khắc Tư, Trọng Quỳnh, NSƯT Xuân Hinh

### Nam Định
NSND Bùi Trọng Đang: Nghệ sĩ chèo giỏi đàn hát chầu văn
NSƯT Kim Liên - Thế Tuyền: Cặp đôi hát - đàn quê Nam Định nổi tiếng, từng công tác tại Đài TNVN

### Sài Gòn
Nhóm nữ nghệ sĩ Thanh Nhàn
Nghệ nhân Thu Thủy - Huy Dự

## Thông tin thêm
Chầu văn cũng được nhắc tới trong các bộ phim và bài hát Việt Nam như trong bài Nghe em câu hát văn chiều nay của nhạc sĩ Nguyễn Cường, hay đoạn hát văn "Tống Biệt" trong phim, Mê Thảo, thời vang bóng, Long thành cầm giả ca

## Một số tác phẩm
- Cô Đôi Thượng Ngàn
- Huế đô cảnh đẹp